# フディス・ハイメス
カルメン・フディス・デ・ベトゥラ・ハイメス・ヘルナンデス（Carmen Judith de Betula Jaimes Hernández, 1939年1月22日 - ）は、ベネズエラのピアノ奏者。
サン・アントニオ・デル・タチラの生まれ。パラシオス音楽学校でミゲル・アンヘル・エスピネルにピアノを学び、６歳でカラカス市立劇場でリサイタルを開いたことでベネズエラの教育省から奨学金を支給され、ニューヨークに留学する。ニューヨークではイザベラ・ヴェンゲーロヴァの助手を務めていたオルガ・ストローミロに学んだが、フィラデルフィアのカーティス音楽院に転学し、1959年に学士号を取得した。学生時代の1954年にはペドロ・アントニオ・リオス・レイナの指揮するベネズエラ交響楽団と共演してピアニストとしての名声を得ており、卒業後も母国ベネズエラや欧米諸国のオーケストラと共演して好評を博した。1998年にはベネズエラ政府から国家音楽賞を贈られている。